# Кюзис, Валдис Карлович
Ва́лдис Ка́рлович Кю́зис (латыш. Valdis Ķuzis; 14 апреля 1945, Рига) — советский латышский саночник, выступал за сборную страны во второй половине 1970-х годов. Участник зимних Олимпийских игр в Инсбруке, серебряный призёр Спартакиады народов СССР, обладатель Кубка СССР. Также известен как спортивный функционер, судья и технический делегат Международной федерации санного спорта.

## Биография
Валдис Кюзис родился 14 апреля 1945 года в Риге. Заниматься санным спортом начал с юных лет, проходил подготовку в спортивном клубе «Спайк». Первого серьёзного успеха добился в 1974 году, когда в зачёте парных саней выиграл серебряную медаль на Спартакиаде народов СССР и стал обладателем Кубка СССР. Благодаря череде удачных выступлений удостоился права защищать честь страны на зимних Олимпийских играх 1976 года в Инсбруке — вместе со своим партнёром Роландом Упатниексом занял среди двоек девятое место.
После Олимпиады остался в основном составе национальной сборной и ещё в течение нескольких лет продолжал принимать участие в крупнейших международных турнирах. Поскольку Упатниекс к тому времени уже завершил карьеру и перешёл на тренерскую работу, новым напарником Кюзиса стал саночник Валерий Якушин. В 1979 году вместе они побывали на чемпиона Европы в немецком Оберхофе, где заняли пятое место, и на первенстве мира в Кёнигсзе, где финишировали девятыми. Из-за слишком высокой конкуренции в команде Валдис Кюзис не смог пройти отбор на Олимпийские игры 1980 года, прошедшие в Лейк-Плэсиде, и вскоре принял решение покинуть санный спорт.
Завершив спортивную карьеру, Кюзис стал спортивным функционером. В течение многих лет он состоял в Международной федерации санного спорта, присутствовал на различных соревнованиях в качестве технического делегата федерации, в частности, на Олимпийских играх 2006 года в Турине отвечал за соблюдение регламента и технических требований на местной санно-бобслейной трассе. Является судьёй международной категории.

## Сотрудничество с КГБ
20 декабря 2018 года Национальный архив Латвии опубликовал часть ранее засекреченных документов КГБ Латвийской ССР. В числе агентов КГБ значится инструктор Спорткомитета ЛатвССР Кюзис Валдис Карлович, завербованный 24 июля 1983 года сотрудником 2 отдела (внутренняя контрразведка и безопасность). Оперативный псевдоним спортсмена был «Османис». На момент публикации в документах архива не раскрывались обстоятельства вербовки и степень реального сотрудничества со спецслужбой.